# Tagliacozzo
Tagliacozzo (Tajacózzo nel dialetto locale) è un comune italiano di 6 415 abitanti della provincia dell'Aquila, in Abruzzo.
Il comune della Marsica è stato elevato a rango di città con decreto del presidente della Repubblica del 18 agosto 2000.

## Geografia fisica

### Territorio
Tagliacozzo è situata nella parte occidentale della Marsica, nell'area dei piani Palentini, non distante dai confini che separano l'Abruzzo dal Lazio, alle pendici del monte Civita a 740 m s.l.m. Non lontano dal centro abitato si trovano la località turistica di Marsia, posizionata tra le catene montuose dei Simbruini e dei Carseolani sul versante orientale del monte Midia (1737 m s.l.m.), e la località residenziale della Piccola Svizzera, collocata lungo la strada dell'Alto Liri che sale a Petrella Liri e Cappadocia.
Il fiume Imele attraversa il territorio comunale dando il nome al parco geologico delle risorgenti.

### Clima
Tagliacozzo è caratterizzata da clima montano mediterraneo, con inverni rigidi ed estati che possono attraversare periodi moderatamente caldi. Le medie delle temperature minime sono piuttosto basse, caratteristica comune a molte località abruzzesi dell'interno montano. La temperatura media annua è di 10,8 °C. Il mese più freddo è gennaio con una media di 2,5 °C e il più caldo è agosto con 19,6 °C. La temperatura più alta registrata a Tagliacozzo corrisponde a 40,0 °C mentre la più bassa a -27 nella località di Marsia.
La piovosità storica è di circa 970 mm annui distribuiti in 102 giorni con precipitazioni.
La stagione più piovosa è l'autunno, seguita dall'inverno e dalla primavera quando sono frequenti e talvolta copiose le nevicate. L'estate non è però particolarmente asciutta, essendo segnata da quasi 130 mm di pioggia in 18 giorni piovosi. Sono presentati di seguito i valori climatici medi di riferimento ufficiali per Tagliacozzo pubblicati dall'Arssa.
| Tagliacozzo (1951-2000) | Mesi | Mesi | Mesi | Mesi | Mesi | Mesi | Mesi | Mesi | Mesi | Mesi | Mesi | Mesi | Stagioni | Stagioni | Stagioni | Stagioni | Anno |
| Tagliacozzo (1951-2000) | Gen  | Feb  | Mar  | Apr  | Mag  | Giu  | Lug  | Ago  | Set  | Ott  | Nov  | Dic  | Inv      | Pri      | Est      | Aut      | Anno |
| ----------------------- | ---- | ---- | ---- | ---- | ---- | ---- | ---- | ---- | ---- | ---- | ---- | ---- | -------- | -------- | -------- | -------- | ---- |
| T. max. media (°C)      | 7,3  | 9,0  | 12,2 | 15,3 | 20,7 | 24,4 | 27,7 | 27,9 | 23,8 | 18,4 | 11,9 | 7,6  | 8,0      | 16,1     | 26,7     | 18,0     | 17,2 |
| T. min. media (°C)      | −2,4 | −1,6 | 0,4  | 3,0  | 6,7  | 9,5  | 11,3 | 11,3 | 8,7  | 4,9  | 1,4  | −1,2 | −1,7     | 3,4      | 10,7     | 5,0      | 4,3  |
| Precipitazioni (mm)     | 80   | 85   | 74   | 87   | 68   | 51   | 36   | 42   | 68   | 102  | 147  | 126  | 291      | 229      | 129      | 317      | 966  |
| Giorni di pioggia       | 9    | 9    | 9    | 10   | 9    | 7    | 6    | 5    | 7    | 9    | 11   | 11   | 29       | 28       | 18       | 27       | 102  |

## Origini del nome
Diverse le ipotesi relative all'origine del nome. Quella più accreditata fa derivare il toponimo da due termini latini Talus e Cotium, ovvero taglio nella roccia. Il centro, infatti, si è sviluppato alle pendici del monte Civita, cima separata dal monte La Difesa da una fenditura.
Stando a una delle leggende il nome deriverebbe dall'espressione Taliae-Otium attribuito al luogo dalla musa Talia che riposava sulle rive del fiume Imele.

## Storia

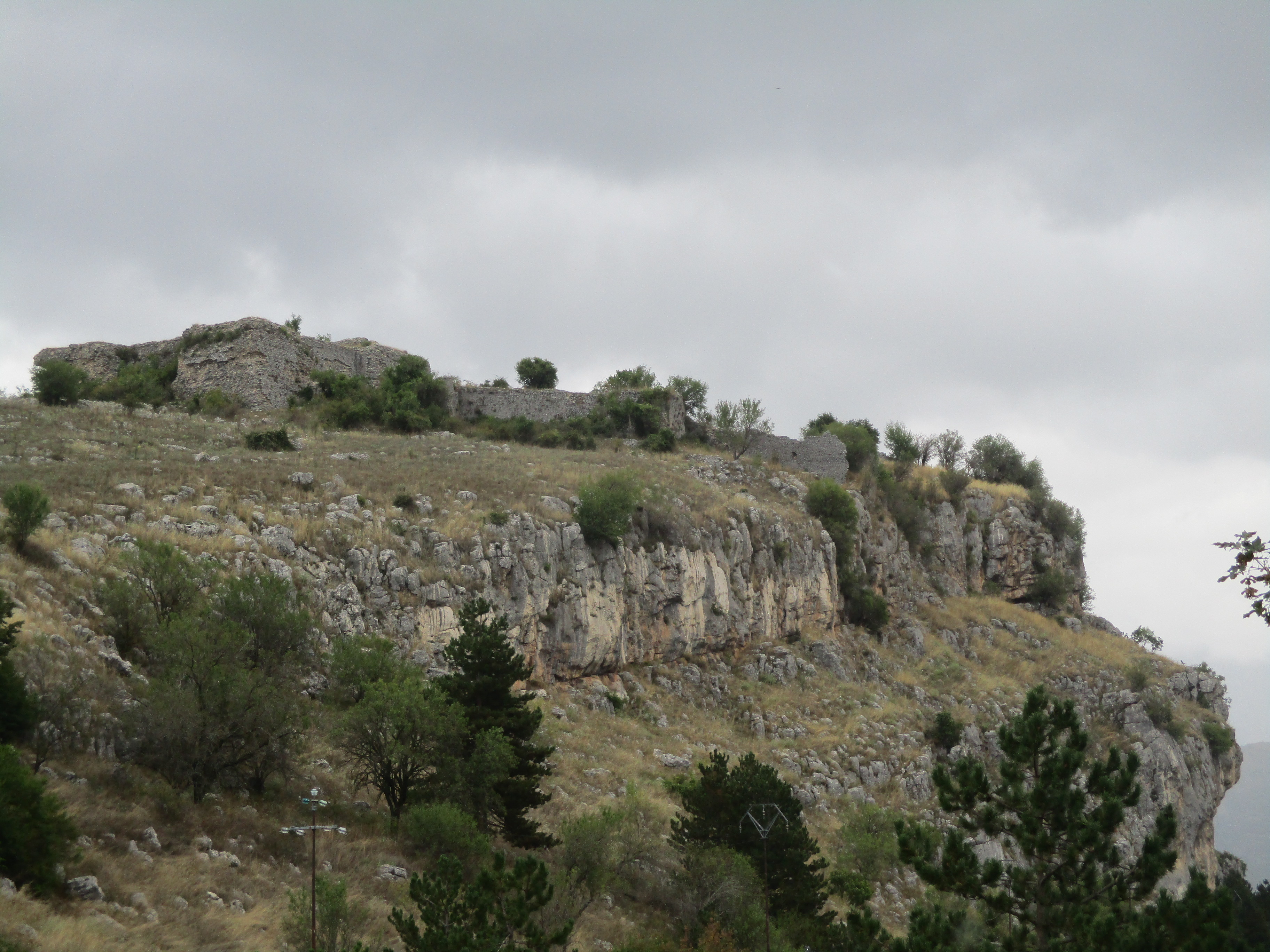
I ruderi del castello di Tagliacozzo

### Origini
Il territorio fu abitato nell'antichità dagli Equi, posti al confine settentrionale dei Marsi. Esistono sicuri cenni storici di un abitato, nella contemporanea località di Altolaterra, le cui origini risalgono a partire dall'XI secolo. Prima di allora si sono ritrovati, in alcuni testi imperiali carolingi del 964 e del 998, riferimenti al monastero di San Cosma, con la nota "in Heloritu" (situato cioè in un bosco di alloro). Prima ancora di ciò, sussistono tracce di insediamenti in grotte, alcuni risalenti all'epoca neolitica e all'età del Bronzo. Il centro abitato si sarebbe sviluppato attorno a tre parrocchie: San Nicola, Sant'Egidio e San Pietro, alle pendici dei monti Aurunzo e Civita che sovrastano la città contemporanea.

### Medioevo

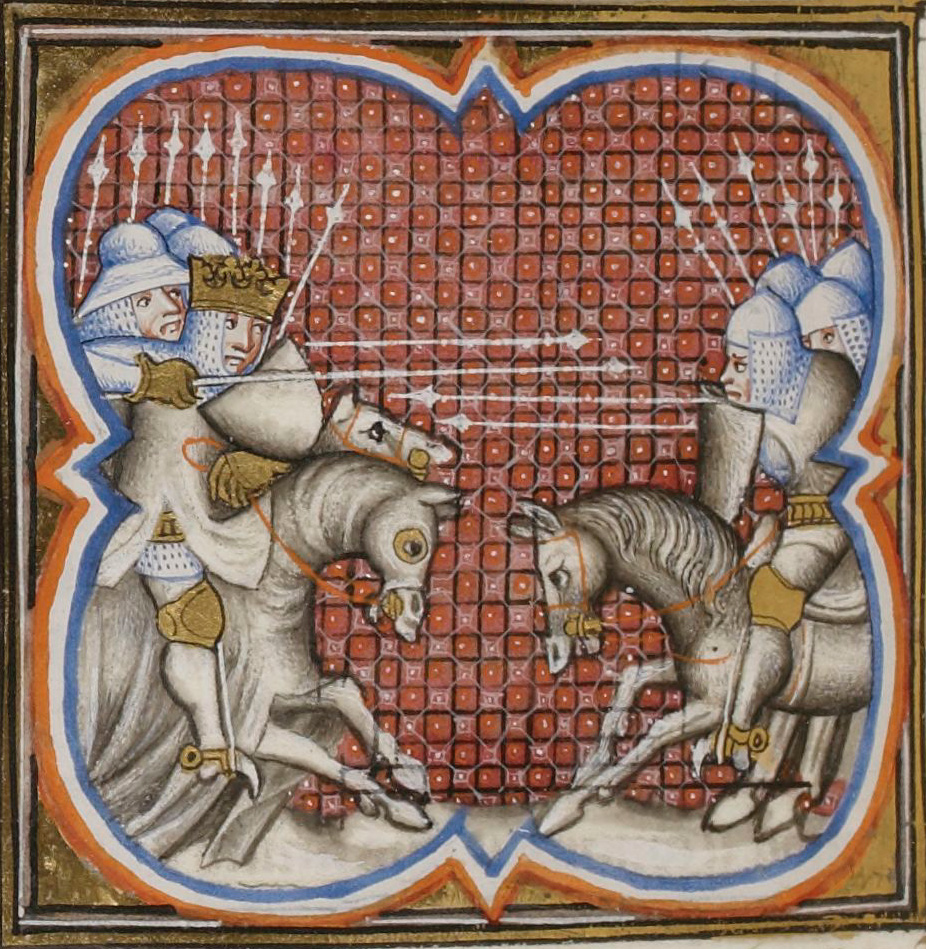
Illustrazione della battaglia di Tagliacozzo

Nel corso dell'XI secolo il territorio fu inglobato nella contea dei Marsi, enucleata dal ducato longobardo di Spoleto e attribuita, nel 926, a Berardo detto "il Francisco", capostipite della casata Berardi. Dal 1074 si sarebbe sviluppato il centro abitato che, avente base nel castello sul monte Civita, si estendeva verso le pendici della montagna e più a valle. Nel 1173 il feudo passò ai De Ponte, nobile famiglia dell'Italia centrale. Il 23 agosto 1268 il territorio dei piani Palentini fu teatro della battaglia di Tagliacozzo tra Corradino di Svevia e Carlo I d'Angiò. L'epilogo segnò il destino del potere del Regno di Sicilia a favore degli Angioini sugli Svevi, favorendo ancora per secoli il potere temporale del Papa.
La battaglia fu vinta con uno stratagemma ideato da Alardo di Valéry, che sgominò le truppe avversarie, ormai sicure della vittoria e senza più difese, giungendo alle loro spalle di nascosto. Dante Alighieri ricorda tale battaglia nel XXVIII canto dell'Inferno. In tale occasione si consolidò nella contea marsicana il potere dei De Ponte che appoggiarono Carlo I d'Angiò. Questi, sotto la spinta papale, che temeva la forza antagonista di un impero centrale voluto dagli Svevi, lottava per l'affermazione degli stati nazionali.
Con il matrimonio di un'esponente dei De Ponte con Napoleone Orsini, il possesso del feudo passò alla famiglia Orsini, che lo mantenne fino alla metà del Quattrocento. Tra i signori del feudo figurano Rinaldo e il cardinale Giacomo, che ne concretizzarono lo sviluppo socioeconomico. Quest'ultimo fu peraltro uno dei protagonisti, dopo lo scisma d'Occidente, nelle contese per la limitazione del potere temporale del Papa.
Nel 1409 il Papa Alessandro V, quale premio per l'appoggio ottenuto in una contesa territoriale, staccò la contea di Tagliacozzo dal Regno di Napoli e lo aggregò allo Stato Pontificio, confermandone la titolarità a Giacomo Orsini. Intorno al 1410 gli Orsini ottennero di aprire a Tagliacozzo una delle prime zecche dell'Abruzzo nella quale si batté il bolognino. Sotto Don Ferrante, con il feudo nel possesso momentaneo dei Colonna, nella zecca forse fu coniato anche il cavallo con il simbolo della colonna. Agli Orsini di Roma, ramo che si estinse, subentrarono nel governo della contea gli Orsini di Bracciano che, in particolare con Roberto Orsini, determinarono il massimo splendore di Tagliacozzo favorendo la costruzione di palazzi nobiliari e la realizzazione di molte opere d'arte.

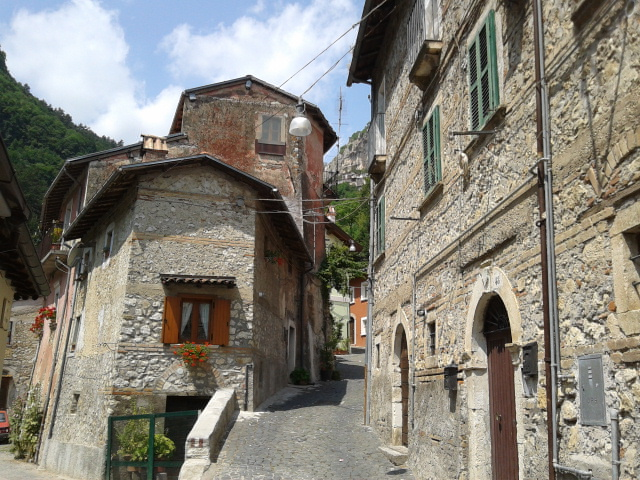
Scorcio fotografico del nucleo abitato antico

### Età moderna
La famiglia Orsini, proprietaria di altri feudi e con un potere che andava dal Tirreno all'Adriatico, nel 1497 fu privata dal papa del feudo, assegnato invece alla famiglia Colonna ed elevato a ducato, tenendo poi il dominio feudale fino al 1806, anno dell'abolizione del feudalesimo con la conseguente perdita dei diritti feudali. Il primo duca fu Fabrizio I, al quale successero, tra gli altri, Ascanio I e Marcantonio II Colonna, coinvolti pienamente nelle contese dell'epoca.
Con tale nuovo dominio il centro del ducato si spostò gradualmente verso Avezzano, dove fu ampliato il castello trecentesco. Ebbe così inizio per la cittadina un lungo periodo di decadenza.
A causa delle intolleranze patite nel Regno di Napoli nel XVI secolo una nutrita comunità di ebrei scelse di vivere nel paese vecchio, situato non distante dal confine con lo Stato della Chiesa. Nel 1515 tuttavia la comunità subì l'esilio dall'intero regno e dovette abbandonare la cittadina. Dall'epoca della loro presenza in Marsica gli ebrei acquisirono il cognome "Tagliacozzo". 
In questi periodi si ricordano tre personaggi di spicco: Giovanni Capoccio, uno dei 13 italiani vittoriosi nella disfida di Barletta del 1503; il matematico ed astronomo Andrea Argoli e la poetessa Petronilla Paolini Massimi. È incerta invece l'origine tagliacozzana di Gaspare Tagliacozzi, il primo chirurgo estetico italiano, morto a Bologna nel 1599.

### Età contemporanea

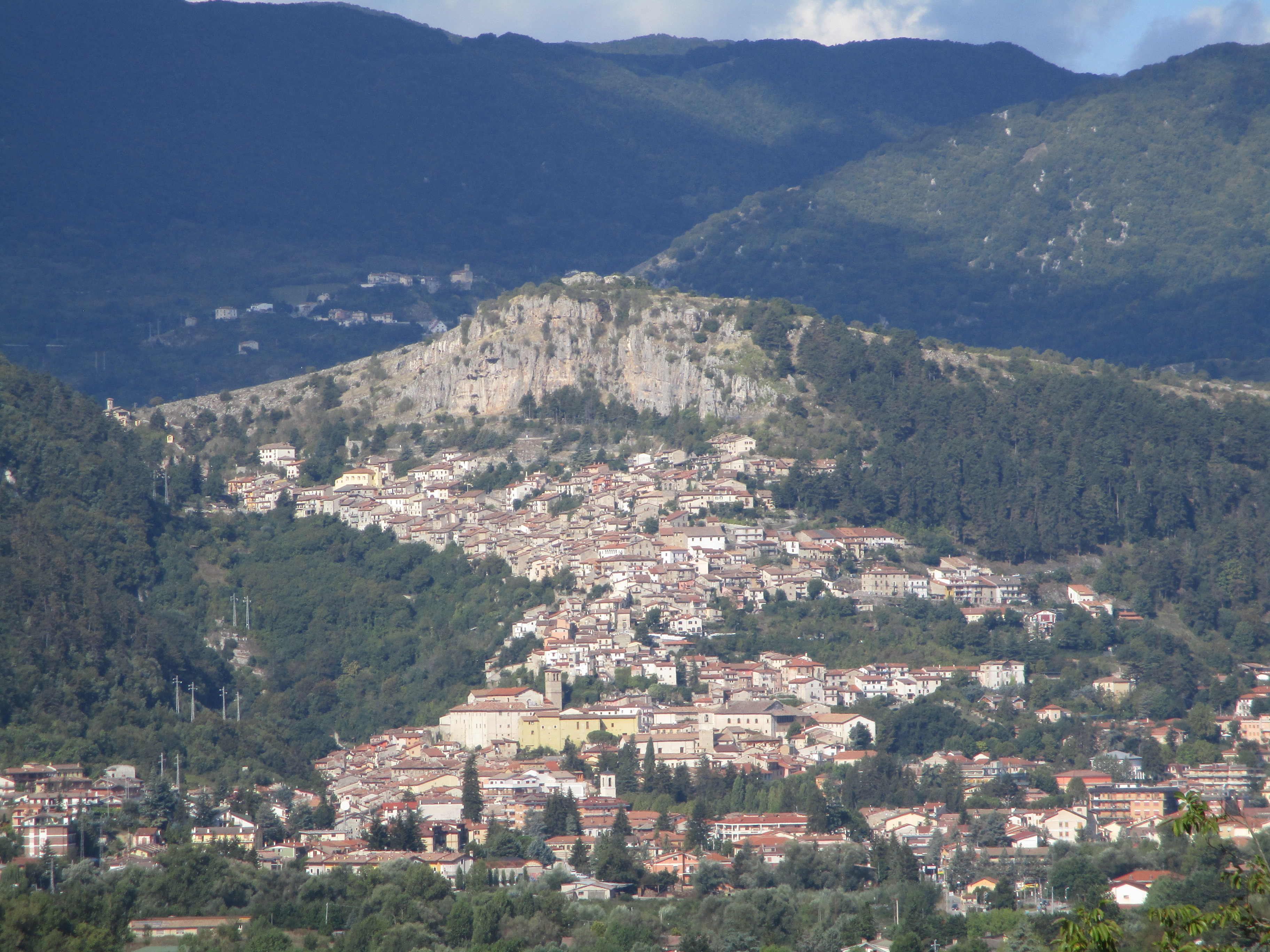
Panoramica di Tagliacozzo

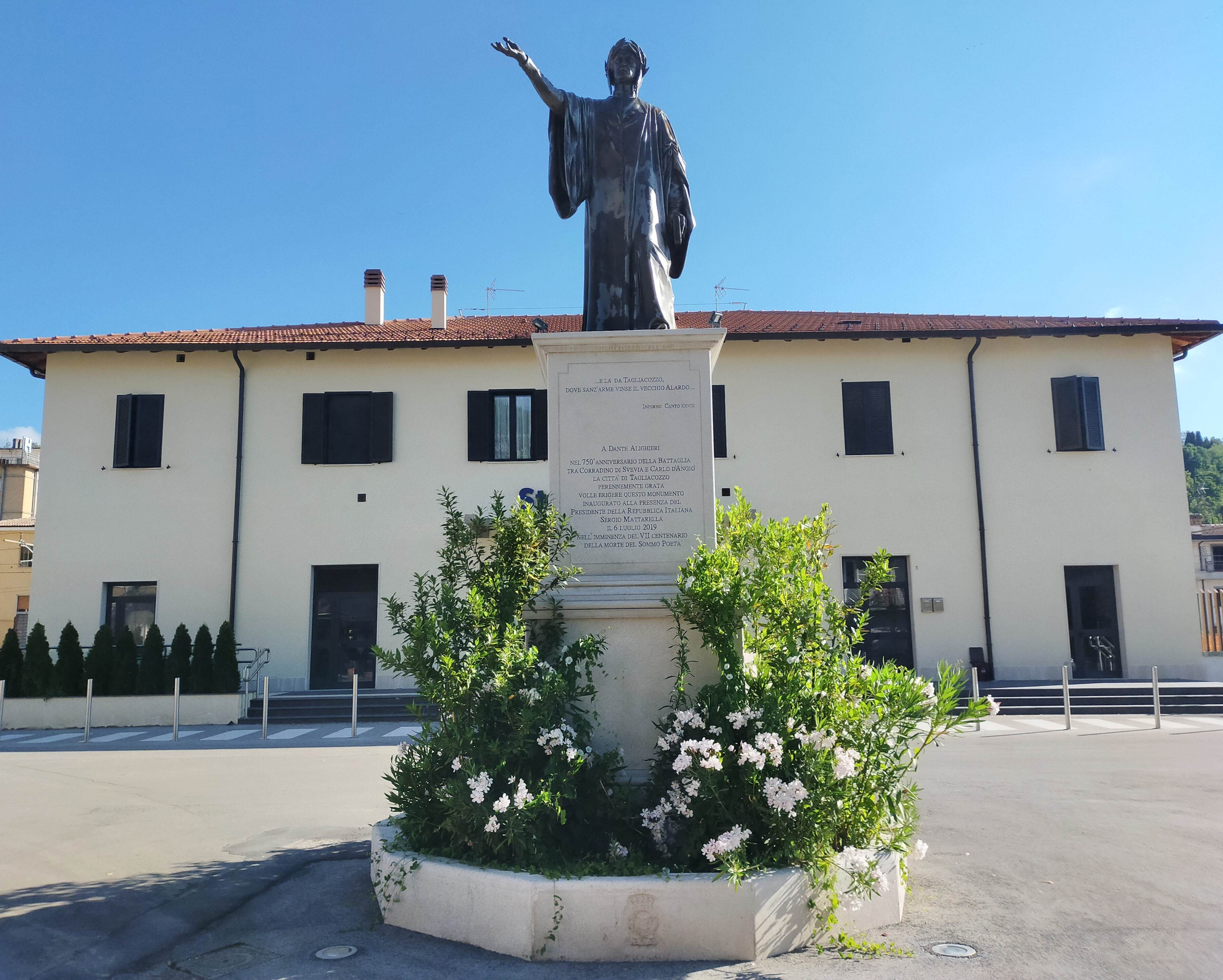
Statua bronzea di Dante Alighieri

Nel 1794 Tagliacozzo risultava il centro più popoloso della zona, con circa 12.000 persone. Dopo l'unità d'Italia, anche Tagliacozzo fu toccata dal fenomeno del brigantaggio postunitario. Nella notte tra il 7 e l'8 dicembre 1861, il generale catalano filoborbonico José Borjes venne catturato nel Casale Mastroddi nei pressi del vicino paese di Castelvecchio di Sante Marie dopo un conflitto a fuoco. Venne fucilato assieme ai suoi militari senza alcun processo l'8 dicembre in piazza dell'Obelisco.
Nel 1915 in seguito al terremoto della Marsica il vescovo Pio Marcello Bagnoli spostò momentaneamente la sede della diocesi dei Marsi nel palazzo Ducale di Tagliacozzo prima del trasferimento definitivo da Pescina ad Avezzano avvenuto formalmente nel 1924.
Durante la seconda guerra mondiale la frazione di Roccacerro fu bombardata dagli alleati anglo-americani: le vittime furono dieci. In tutto il territorio si verificarono da parte dei nazisti gravi atti di violenza, in particolare nel maggio del 1944 in località Santa Maria d'Oriente furono torturati e uccisi i fratelli Mario e Bruno Durante ed Angelo e Giuseppe Molle; la città fu liberata il 10 giugno 1944 dalle truppe di occupazione naziste.
La frazione di Villa San Sebastiano, situata alle pendici del monte Aurunzo, venne devastata dalla frana del 1955. Il nuovo paese fu edificato più in basso a circa un chilometro di distanza.
Tagliacozzo divenne, a cominciare dall'inizio del Novecento, un centro di villeggiatura invernale ed estivo e una meta turistica.

### Simboli
Lo stemma e il gonfalone di Tagliacozzo sono stati concessi con decreto del presidente della Repubblica del 22 settembre 1992.
Il gonfalone è un drappo di verde ai quattro pali di bianco, caricato dello stemma comunale, con lo scudo ovale timbrato da corona ducale e sormontato dall'iscrizione dorata taleacotivm / dvcatvs amplissimvs / capvt marsorvm.

## Monumenti e luoghi d'interesse

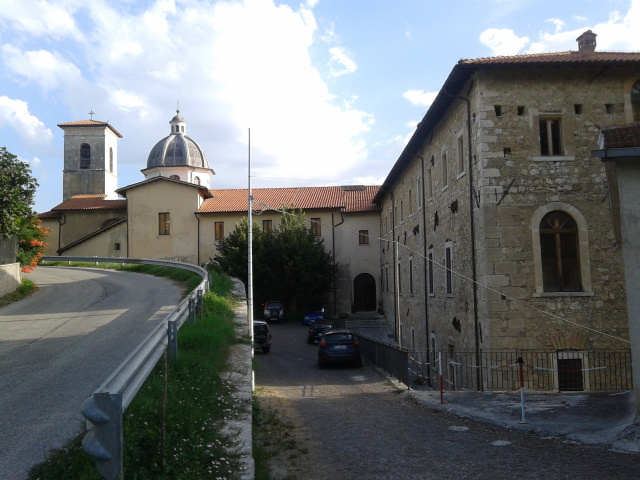
Santuario della Madonna dell'Oriente

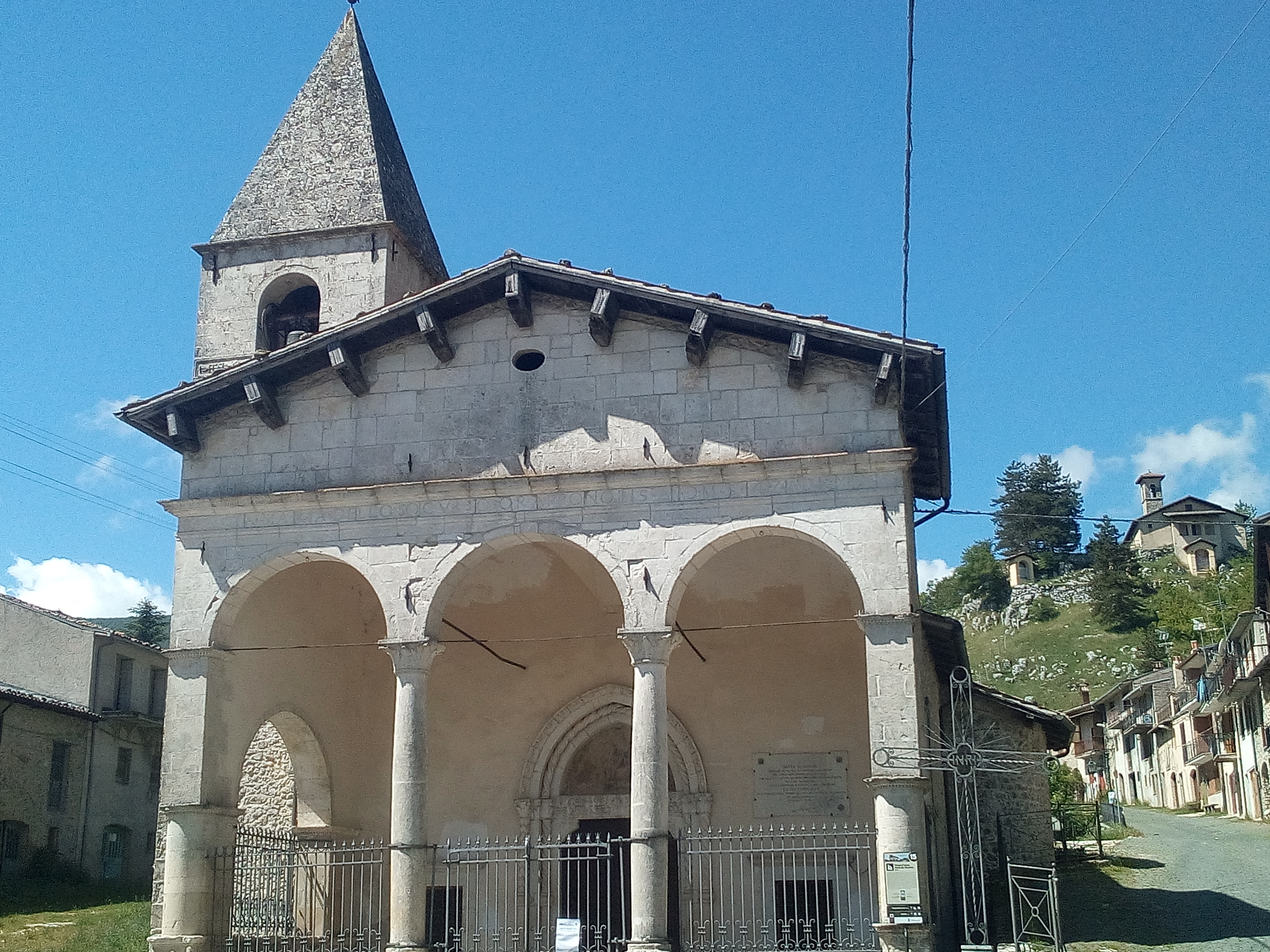
Chiesa di Santa Maria del Soccorso

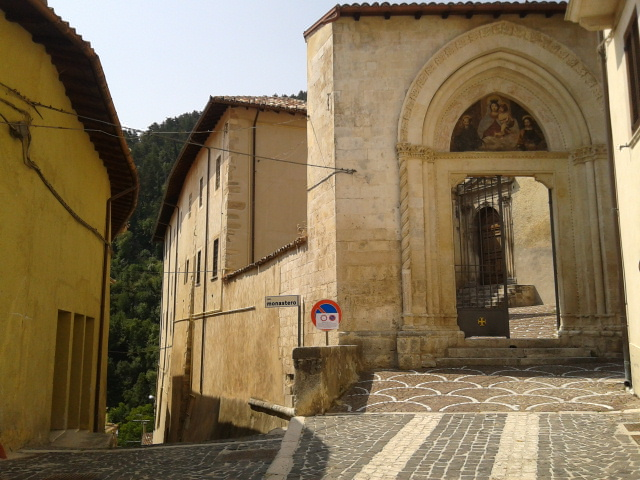
Monastero dei Santi Cosma e Damiano

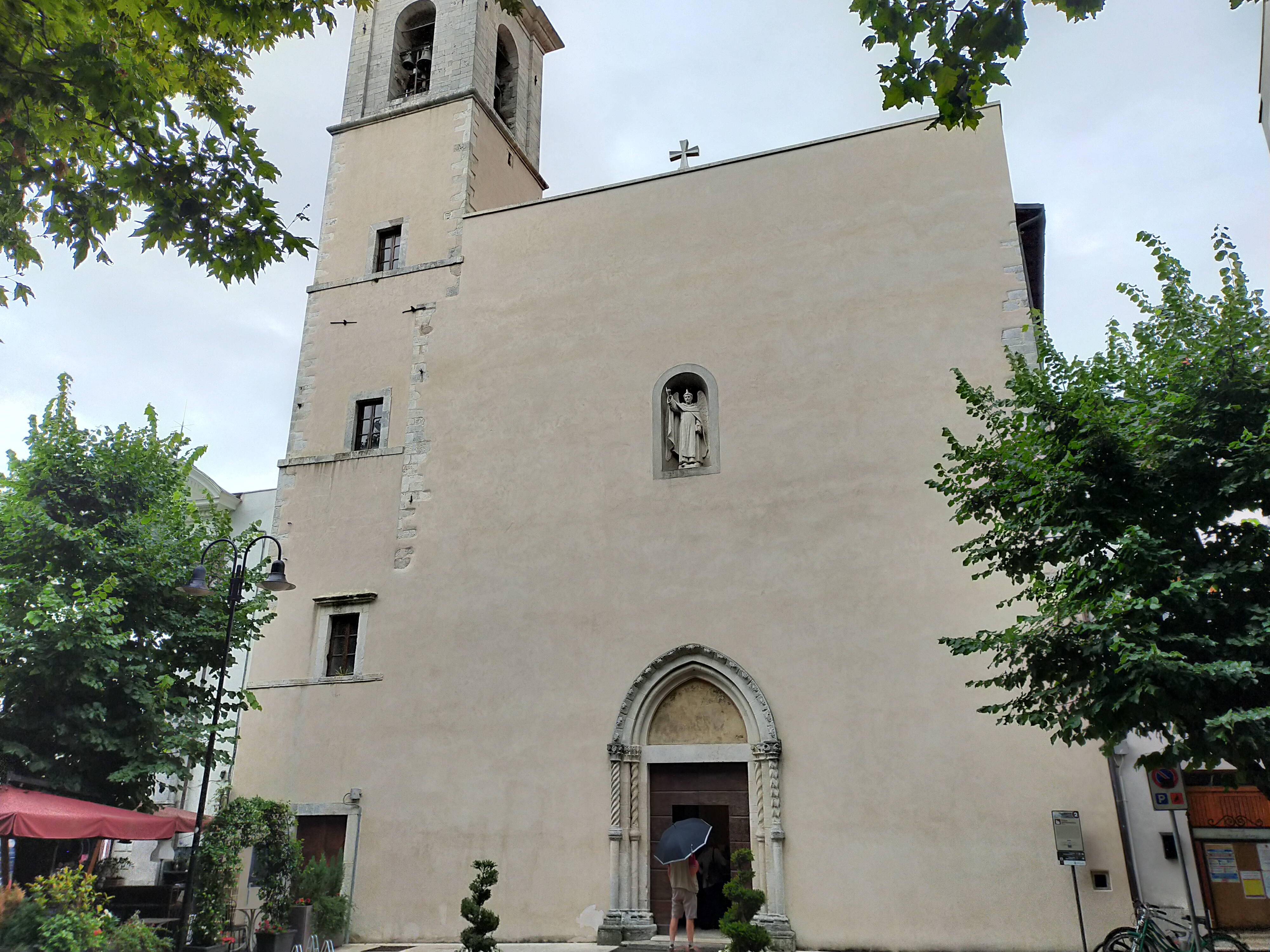
Chiesa della Santissima Annunziata

(Edward Lear)

### Architetture religiose
Santuario della Madonna dell'OrienteSituato alle pendici del monte Aurunzo, in località Santa Maria d'Oriente nei pressi del piccolo centro abitato di Sfratati lungo la convalle dell'Imele, è un antico luogo di culto consacrato nel corso del Settecento. L'icona della Madonna dell'Oriente risale alla prima metà del XIII secolo. Dal 1968 ospita il museo orientale di Tagliacozzo.
Chiesa, convento e chiostro di San FrancescoIl complesso religioso in stile gotico-rinascimentale, rappresenta il primo insediamento francescano a Tagliacozzo. La chiesa originaria, risalente al XIII secolo, fu ingrandita e abbellita nel corso dei secoli in particolare dagli Orsini e dai Colonna, signori della contea e del ducato dei Marsi. Ospita dal Cinquecento la tomba del beato Tommaso da Celano, primo biografo di Francesco d'Assisi.
Chiesa e monastero dei Santi Cosma e DamianoL'antica chiesa originaria venne edificata nel periodo carolingio tra l'VIII e il X secolo, nelle vicinanze della piccola chiesuola intitolata a "San Cosma in Sylvis". Il complesso, in stile gotico-rinascimentale ha subito nel corso del tempo alcuni rimaneggiamenti, in particolare nel Cinquecento con l'avvento dell'arte manierista-barocca. Conserva il quadro del Volto Santo donato dai Colonna tra il XVII e il XVIII secolo.
Chiesa di Santa Maria del SoccorsoOriginariamente chiamata "chiesa di Sancta Mariae in Furca" e situata nel quartiere di Altolaterra a ridosso dei ruderi del castello medievale, è risalente con ogni probabilità al XII secolo. Danneggiata dai terremoti del Settecento e dal terremoto della Marsica del 1915 in modo non irreparabile è stata oggetto di più restauri.
Chiesa della Santissima AnnunziataParrocchiale collocata nei pressi dell'accesso principale del centro storico. Fu edificata nella prima metà del Seicento dai frati dominicani; nella metà dell'Ottocento fu invece rimaneggiata dalla Congregazione dell'Annunziata. Un architrave del XV secolo, collocato internamente, è proveniente da una chiesa scomparsa della località di Oriente. Lateralmente svetta l'alta torre campanaria a cinque piani.
Chiesa di San PietroChiesa situata ad Altolaterra, dove fino alla morte ha svolto il proprio ministero sacerdotale il venerabile don Gaetano Tantalo, risulta citata nella bolla pontificia del 1188 di Papa Clemente III tra le pertinenze della diocesi dei Marsi. Gravemente danneggiata da un incendio nella metà dell'Ottocento fu rimaneggiata nel rispetto dell'originario stile architettonico e decorativo.
Chiesa di Sant'Antonio AbateRisalente al Quattrocento è collocata vicino alla porta Valeria nei pressi di Altolaterra. A due navate, si caratterizza per il portale in pietra e il retrostante campanile a vela.
Altre chieseChiesa della Madonna della Stella, edificata nel corso del Cinquecento; chiesa della Misericordia, dedicata a san Giovanni Decollato; chiesa di Sant'Egidio; chiesa di San Nicola; chiesa del Calvario con le edicole della Via Crucis; chiesa di San Giacomo in località Colle San Giacomo e chiesa scomparsa di Santa Maria delle Grazie con il convento seicentesco dei frati cappuccini.

### Architetture civili
Piazza dell'ObeliscoAttorno ad essa si sviluppa il centro storico. È contornata di palazzi storici e di un loggiato con archi a tutto sesto e finestre rinascimentali. In origine, chiamata "piazza da' Piedi", era contornata da portici, chiusi nel 1810 per ordine di Gioacchino Murat, re di Napoli. Al centro della piazza c'era, al posto della fontana inaugurata nel 1825, una seduta in pietra dove, esposti alla pubblica gogna, venivano fatti sedere i debitori insolventi.
Teatro TaliaEx monastero benedettino adibito a luogo di spettacolo nel 1686. Nel 1832 la struttura, dedicata al re, Ferdinando II, fu completamente modificata ed inaugurata. Un primo importante restauro fu compiuto tra il 1887 e 1888, anno della nuova inaugurazione e dell'intitolazione alla musa Talia. Ristrutturato nel 2002 ospita stagioni di prosa e musica in inverno e alcuni spettacoli del festival internazionale di Mezza Estate nei mesi di luglio e agosto.
Palazzo DucaleRisalente al XIV secolo, voluto dagli Orsini fu portato a termine nel quattrocento da Roberto Orsini nelle forme rinascimentali, passando dalla famiglia Colonna ai Barberini-Corsini.
Palazzo MastroddiSituato in piazza Argoli, il palazzo fu voluto nei primi anni del XIX secolo dal nobile Alessandro Mastroddi. Spazioso atrio e scalone baronale presentano statue, iscrizioni e preziosi affreschi.
Palazzo OnofriAntico edificio di proprietà della famiglia Onofri. Durante il Cinquecento ospitò l'ufficio dei "danni dati", un organo giudiziario incaricato di esaminare i presunti danni causati perlopiù nei boschi, nei fondi o alle colture altrui istituito da Ascanio I Colonna, duca di Tagliacozzo tra il 1520 e il 1556. Sulle pareti dell'edificio sono visibili le buche pontaie.
Villa BellaComplesso di impianti sportivi edificato in epoca fascista, progettato e realizzato nel 1933 dall'architetto Enrico Del Debbio e dall'ingegnere Sebastiano Bultrini.

### Architetture militari
Le mura medievali furono inglobate nel tessuto urbano a cominciare dal XVII secolo. Le cinque porte ancora esistenti sono porta dei Marsi (nota anche come "porta da' Piedi"), porta Valeria, porta Romana, porta di San Rocco e porta Corazza.
- Ruderi del castello di Tagliacozzo[51].
- Ruderi del castello di Tremonti[52].
- Ruderi del castello di San Donato[53].

### Monumenti

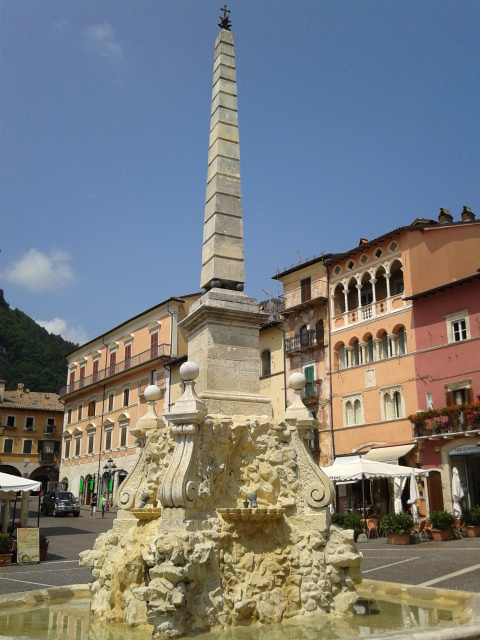
La fontana dell'Obelisco

Fontana dell'ObeliscoRealizzata a cominciare dal 1824:e inaugurata nel 1825 fu dedicata inizialmente al patrono sant'Antonio di Padova. È situata nel centro storico di Tagliacozzo, in piazza dell'Obelisco. La fontana ottocentesca si caratterizza per la vasca ottagonale e l'obelisco, eretto per celebrare il principe Francesco nella più importante piazza della cittadina marsicana.
Fontana rinascimentaleFontanile quattrocentesco collocato in largo del Popolo, nei pressi della porta dei Marsi. Più volte restaurata è conosciuta anche come "fontana del Mascherone".
Monumento ai cadutiInaugurato nel 1924, è situato nel parco della Rimembranza. Il gruppo scultoreo in marmo rappresenta l'allegoria della Vittoria.
Statua bronzea di Dante AlighieriCollocata nell'omonima piazza davanti alla stazione ferroviaria, è stata inaugurata nel 2019 alla presenza del presidente della Repubblica Italiana, Sergio Mattarella.

### Aree naturali
MarsiaLa località è uno degli accessi della faggeta dei monti Simbruini, situata tra Abruzzo e Lazio. Tra le più vaste faggete presenti in Europa, nell'area marsicana di Cappadocia, Pereto e Tagliacozzo presenta vari accessi, oltre a Marsia, il rifugio montano di Campo Catino, Camporotondo e Roccacerro. La località, nota anche come stazione sciistica, si trova sul versante orientale del monte Midia.
Piccola SvizzeraArea residenziale situata a cinque chilometri dal centro urbano a circa 1000 m s.l.m. Nel suo territorio ci sono maneggi e circoli ippici.
Parco geologico risorgenti dell'ImeleArea naturale che presenta l'antico sentiero delle risorgenti del fiume Imele tra la località di Capacqua e le rapide della valle delle Mole dove sono visibili i ruderi di otto antichi mulini ad acqua. Il fiume Imele le cui sorgenti si trovano a Verrecchie, nel versante abruzzese dei monti Simbruini, s'insinua tra le rocce del monte La Difesa per riemergere a Capacqua, dando vita ad un percorso geologico, storico e naturalistico, ricco della biodiversità caratteristica del luogo.
Cammino dei BrigantiItinerario costituito da diverse tappe che tocca comuni dell'Abruzzo e del Lazio per un totale di circa 100 chilometri. Il percorso inizia a Sante Marie e tocca altre località della Marsica estendendosi fino alla valle del Salto e al Cicolano, riscoprendo la storia e i luoghi dei briganti, al confine tra lo Stato Pontificio e il Regno delle Due Sicilie.

## Società

### Evoluzione demografica
Abitanti censiti

### Etnie e minoranze straniere
I cittadini stranieri residenti a Tagliacozzo rilevati dall'Istat al 31 dicembre 2020 erano 480, pari circa al 7% della popolazione residente.

### Lingue e dialetti

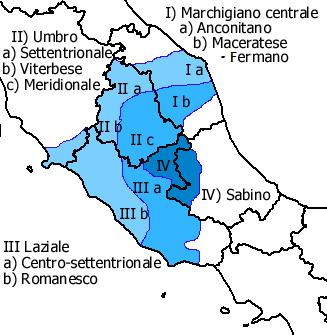
Dialetti italiani mediani

Il dialetto di Tagliacozzo si inserisce nel gruppo tagliacozzano del dialetto sabino, appartenente ai dialetti italiani mediani. Tratto qualificante di questo gruppo dialettale è la conservazione delle vocali finali atone.

### Tradizioni e folclore
- 13 gennaio: processione dalla chiesa dei Santi Cosma e Damiano al santuario della Madonna dell'Oriente. Commemorazione di scampato pericolo dal terremoto della Marsica del 1915 e da quello dell'Aquila del 2009[64].
- Venerdì santo: lunga processione per le strade del centro storico con il lutto rappresentato da uomini incappucciati vestiti di tunica nera[65].
- Domenica in albis: solennità del Volto Santo e festa della Municipalità. Processione con l'antico quadro donato al ducato di Tagliacozzo dalla famiglia Colonna, in cui è raffigurato il volto sofferente di Gesù, che viene portato dalla chiesa dei Santi Cosma e Damiano a piazza dell'Obelisco per la benedizione[66].
- 13 giugno e ultima domenica di agosto feste patronali in onore di sant'Antonio di Padova[67].

## Cultura

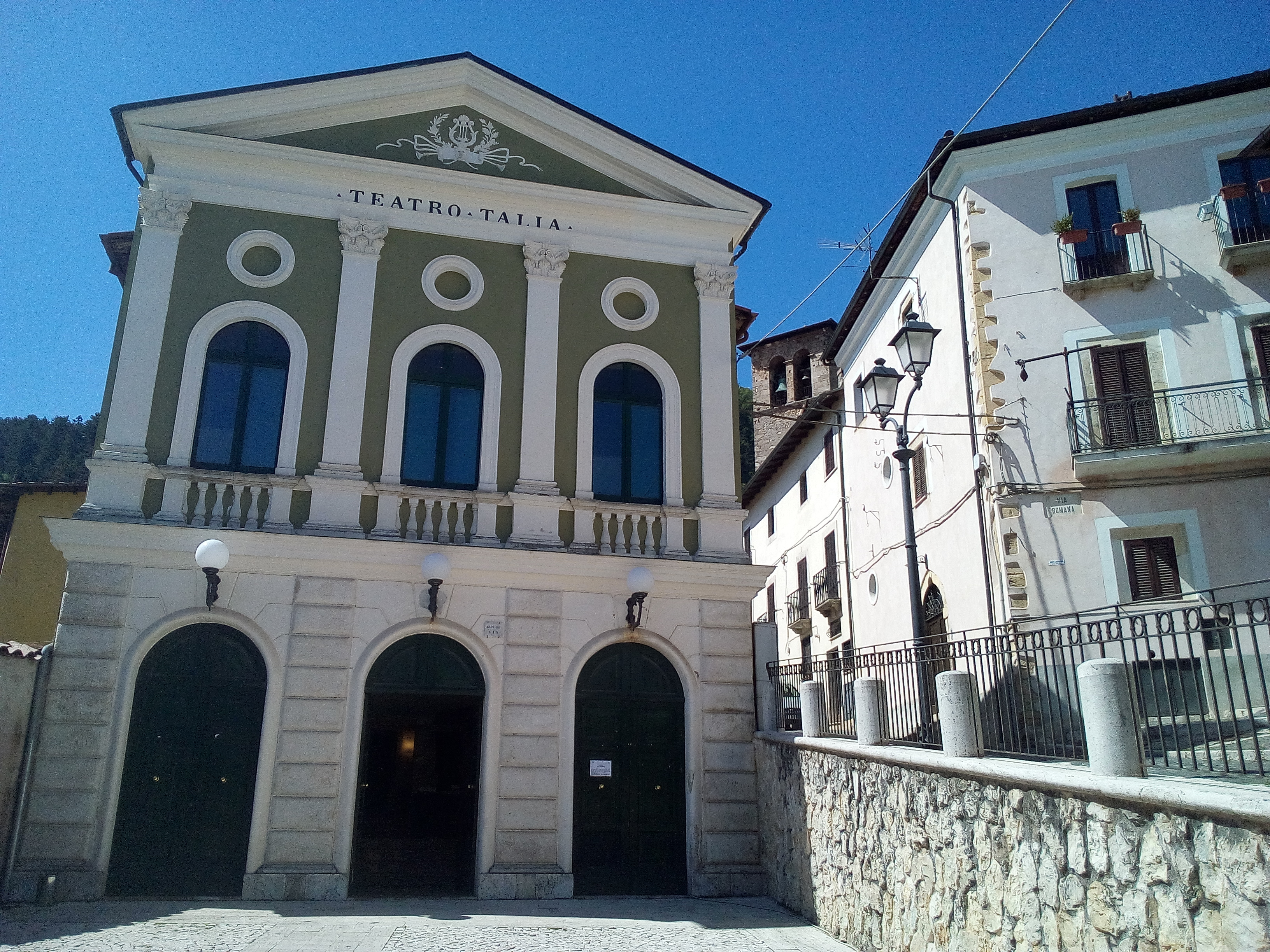
Teatro Talia

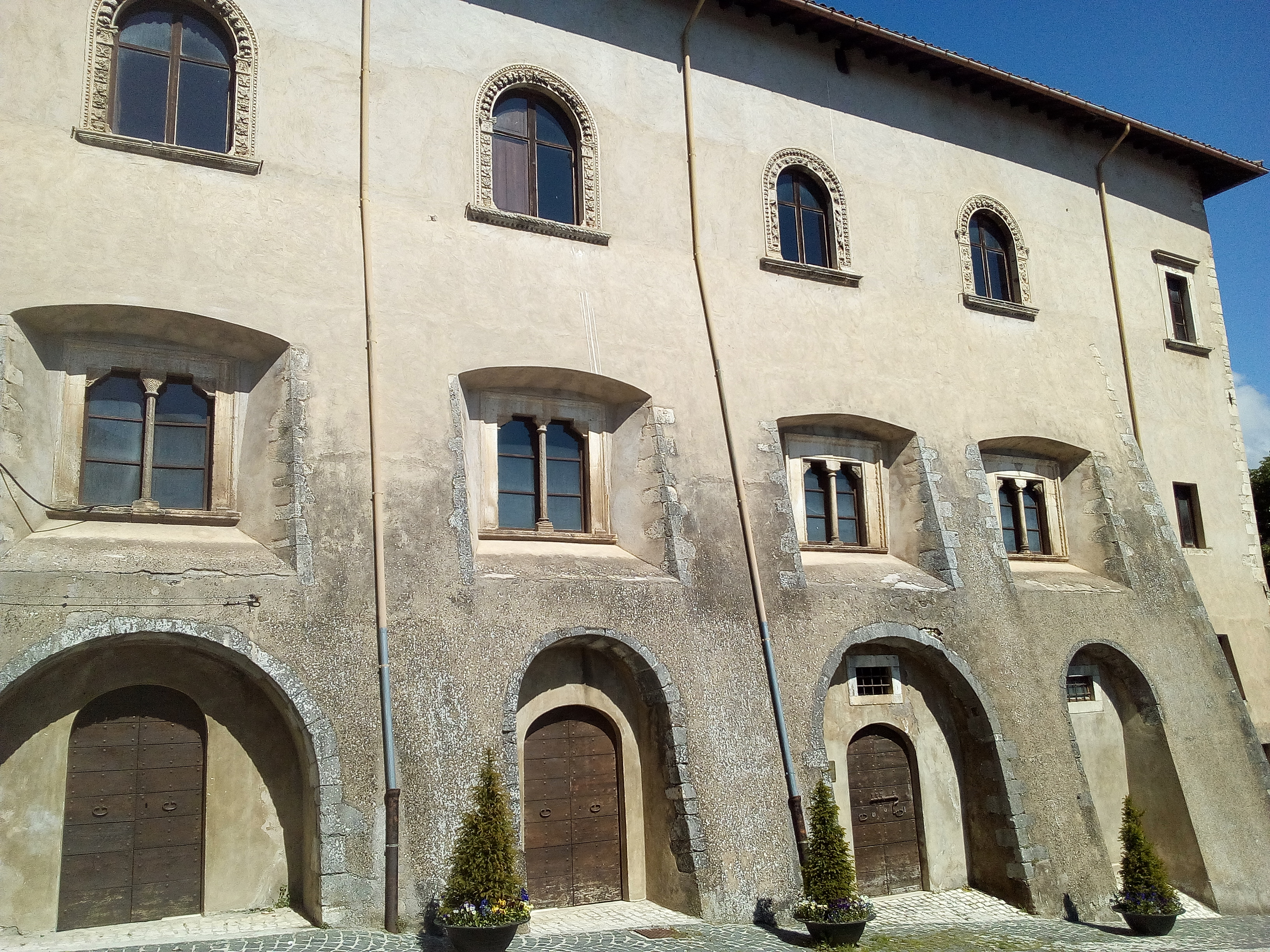
Palazzo Ducale

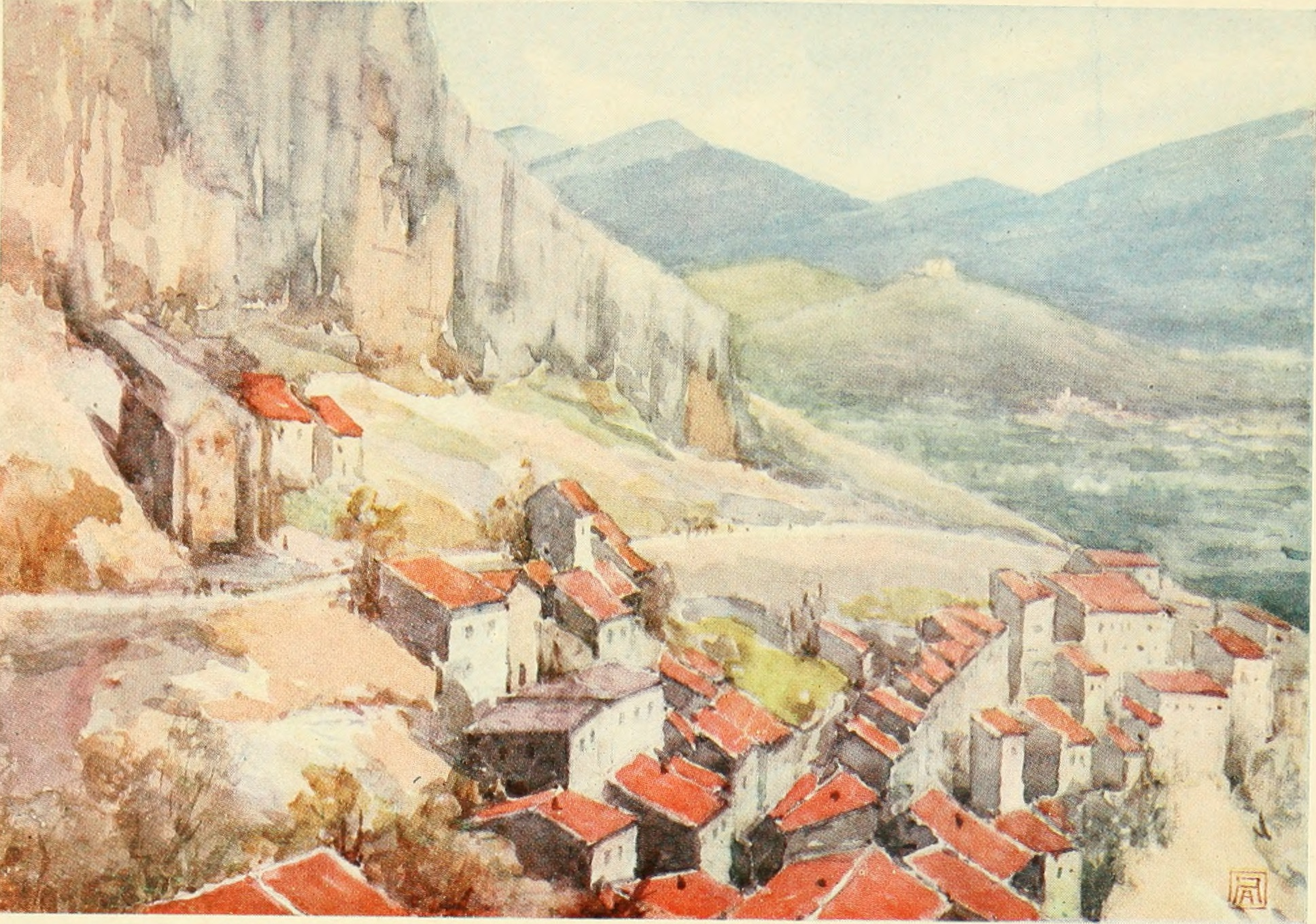
Acquerello raffigurante Tagliacozzo di Amy Atkinson, In The Abruzzi - Anne Macdonell, 1908

(Dante Alighieri, Divina Commedia, Inferno, XXVIII canto, vv. 16-18)

### Biblioteche
- Biblioteca monastica "Beato Tommaso da Celano", annessa al convento di San Francesco.
- Biblioteca monastica "Santa Maria Orientale", collocata nel santuario della Madonna dell'Oriente.
- Biblioteca comunale "Petronilla Paolini Massimi"[68].

### Musei
- Museo Orientale, ospitato all'interno del santuario della Madonna dell'Oriente presenta antichità egiziane, orientali, etiopiche, ed un'interessante raccolta numismatica e filatelica. Di particolare interesse alcuni dipinti ex-voto, risalenti dal XVII al XIX secolo, donati alla Vergine, gli arredi sacri, diverse monete antiche e rare icone bizantine. Nell'annessa biblioteca monastica sono custoditi antichi volumi[69][70].
- Museo Gaetano Tantalo, collocato nella chiesa di San Pietro[71].
- Area museale comunale "Beato Tommaso da Celano", presso il convento di San Francesco.

### Cinema
Nel 1946 uscì il film Desiderio di Marcello Pagliero e Roberto Rossellini di cui alcune scene furono girate presso la chiesa di Santa Maria del Soccorso.
Nel 1972 in piazza dell'Obelisco e nella parte alta del nucleo abitato, in una villa posta nei pressi di una rupe scoscesa, è stata girata la seconda parte del film I corpi presentano tracce di violenza carnale di Sergio Martino  Nel 1979 la cittadina ha ospitato le riprese dello sceneggiato televisivo Così per gioco. Nel 2013 Tagliacozzo ha ospitato il set di Ti ricordi di me?, film di Rolando Ravello.

### Cucina
Piatti tipici della cucina locale sono gli gnocchetti con i ceci; l'agnello, cacio e uova; la polenta con salsiccia e le spuntature servite in piatti di legno detti le "scifellette". Numerosi i prodotti di panificazione artigianale realizzati con la farina antica ricavata dal grano Solina.

### Eventi
- Tra luglio e agosto si svolge il festival internazionale di Mezza Estate, manifestazione culturale riservata a vari generi come danza, prosa, musica, jazz, lirica che vede la partecipazione di compagnie e personaggi di fama mondiale[75].
- Nella seconda settimana di luglio si svolge Ascanio, manifestazione dal carattere rinascimentale ispirata all'orafo Ascanio Mari. Cibi e usanze tipiche della cucina rinascimentale, antichi mestieri, arcieri, sbandieratori, mangiafuoco e trampolieri caratterizzano l'evento[76].
- Nella penultima settimana di agosto si svolge Gironi Divini, manifestazione culturale dedicata a Dante Alighieri e alla Divina Commedia[77][78].

## Geografia antropica

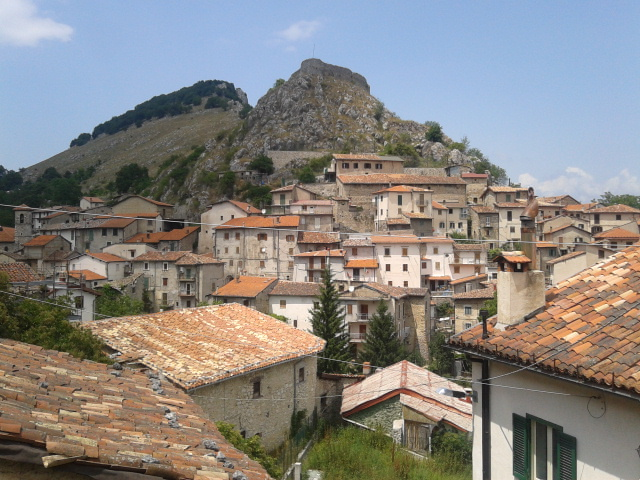
Tremonti dominato dai ruderi del castello

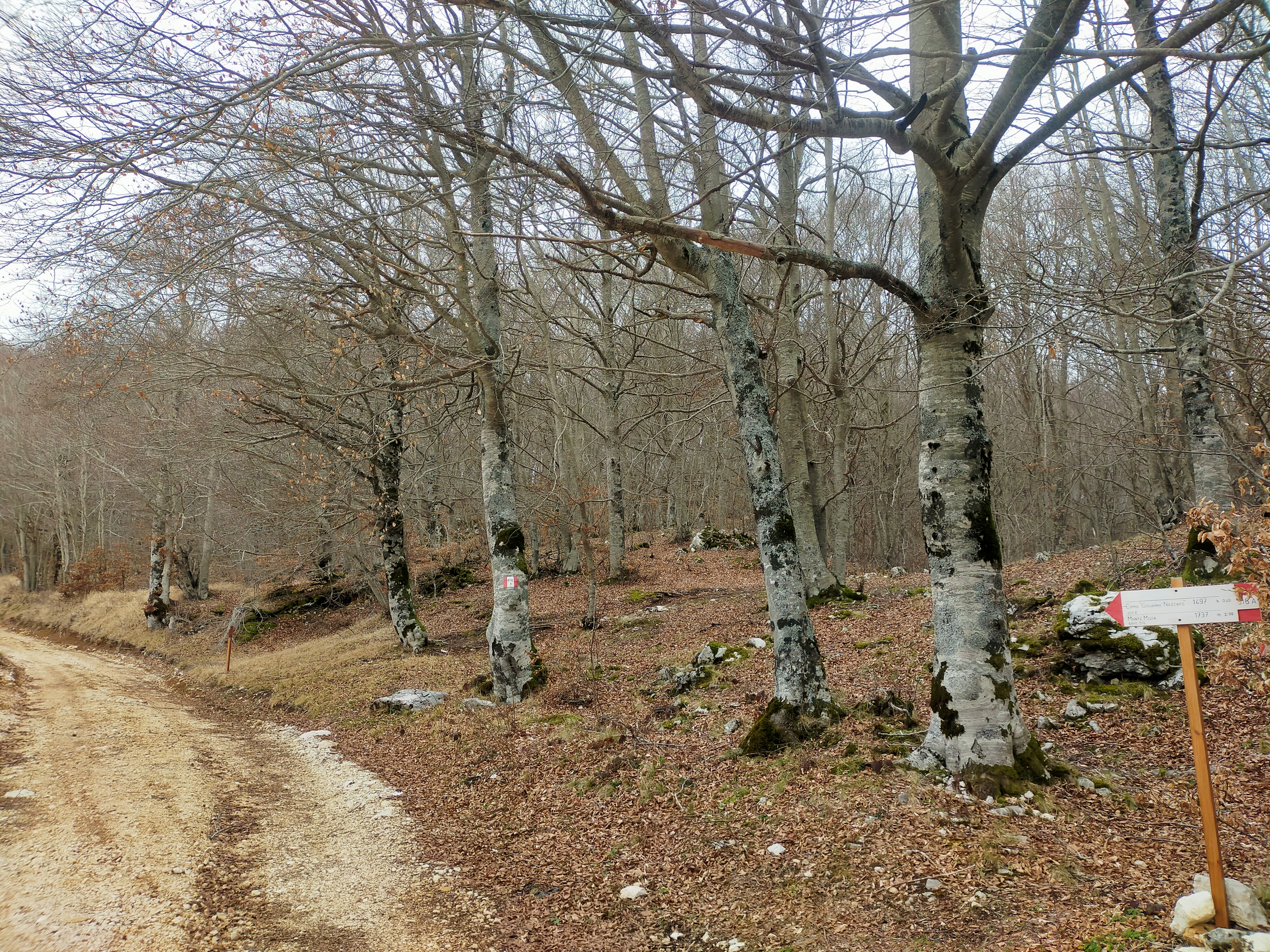
La "faggeta di Marsia"

### Frazioni
- Colle San Giacomo
- Gallo
- Oriente o Santa Maria d'Oriente, situata nei pressi del santuario della Madonna dell'Oriente
- Poggetello
- Poggio Filippo
- Roccacerro
- San Donato
- Sfratati
- Sorbo
- Tremonti
- Villa San Sebastiano

#### Località
- Altolaterra, il quartiere più antico, situato nella parte più alta della città.
- Camerata, località situata nei pressi della via Tiburtina Valeria tra Poggio Filippo e Colle San Giacomo.
- Marsia, località turistica posta alle pendici orientali del monte Midia[79].
- "Nuovo Borgo Rurale" di Villa San Sebastiano.
- Piccola Svizzera, località turistica situata lungo la strada provinciale 23 dell'Alto Liri[80].

## Economia

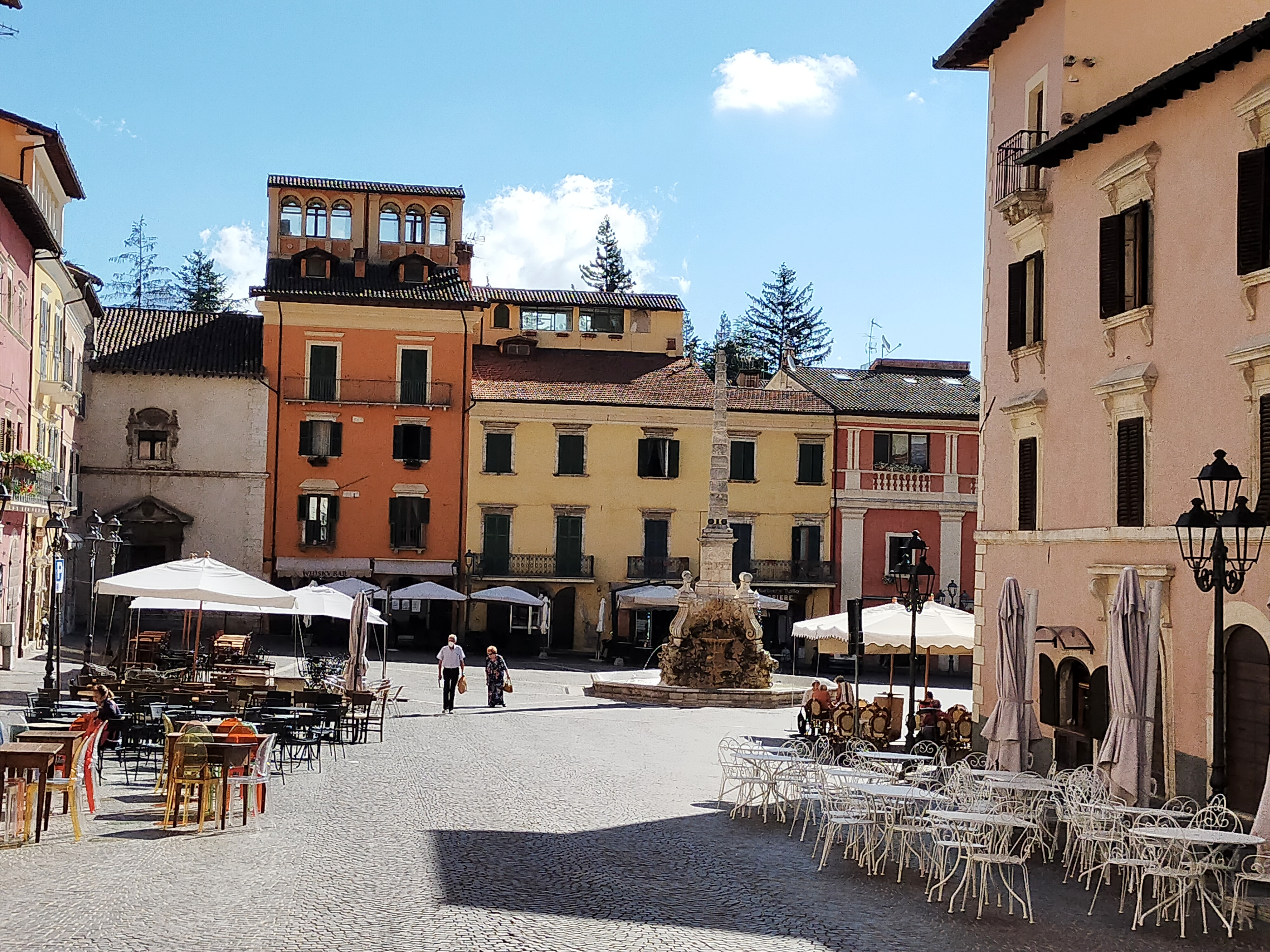
Attività commerciali del centro storico

### Allevamento
Tagliacozzo è il fulcro del progetto nato con la denominazione "Le carni buone della Marsica" promosso nel 2009 dalla soppressa comunità montana Marsica 1 e portato avanti in tutta la provincia dal gruppo di azione locale Gran Sasso-Velino. Nella cittadina hanno sede alcune aziende che operano nel settore zootecnico e della produzione e vendita dei prodotti lattiero caseari.

### Commercio e artigianato
Il settore del commercio e dell'artigianato si sviluppa soprattutto grazie ai numerosi negozi del centro storico e della villa comunale. Il mercato settimanale del giovedì che si svolge lungo le strade del centro e nei dintorni di piazza Duca degli Abruzzi richiama un alto numero di ambulanti, espositori ed acquirenti. Le iniziative culturali permettono al settore di trainare l'economia del luogo.

### Turismo
Tagliacozzo fa parte dell'associazione nazionale I borghi più belli d'Italia ed è un'importante meta turistica abruzzese, grazie alla bellezza del centro storico, della piazza dell'Obelisco, simbolo della cittadina, e ai luoghi incontaminati che la circondano, capaci di richiamare ogni anno i numerosi villeggianti. Il festival internazionale di Mezza Estate e le numerose iniziative culturali richiamano migliaia di turisti e amanti dell'arte.

## Infrastrutture e trasporti

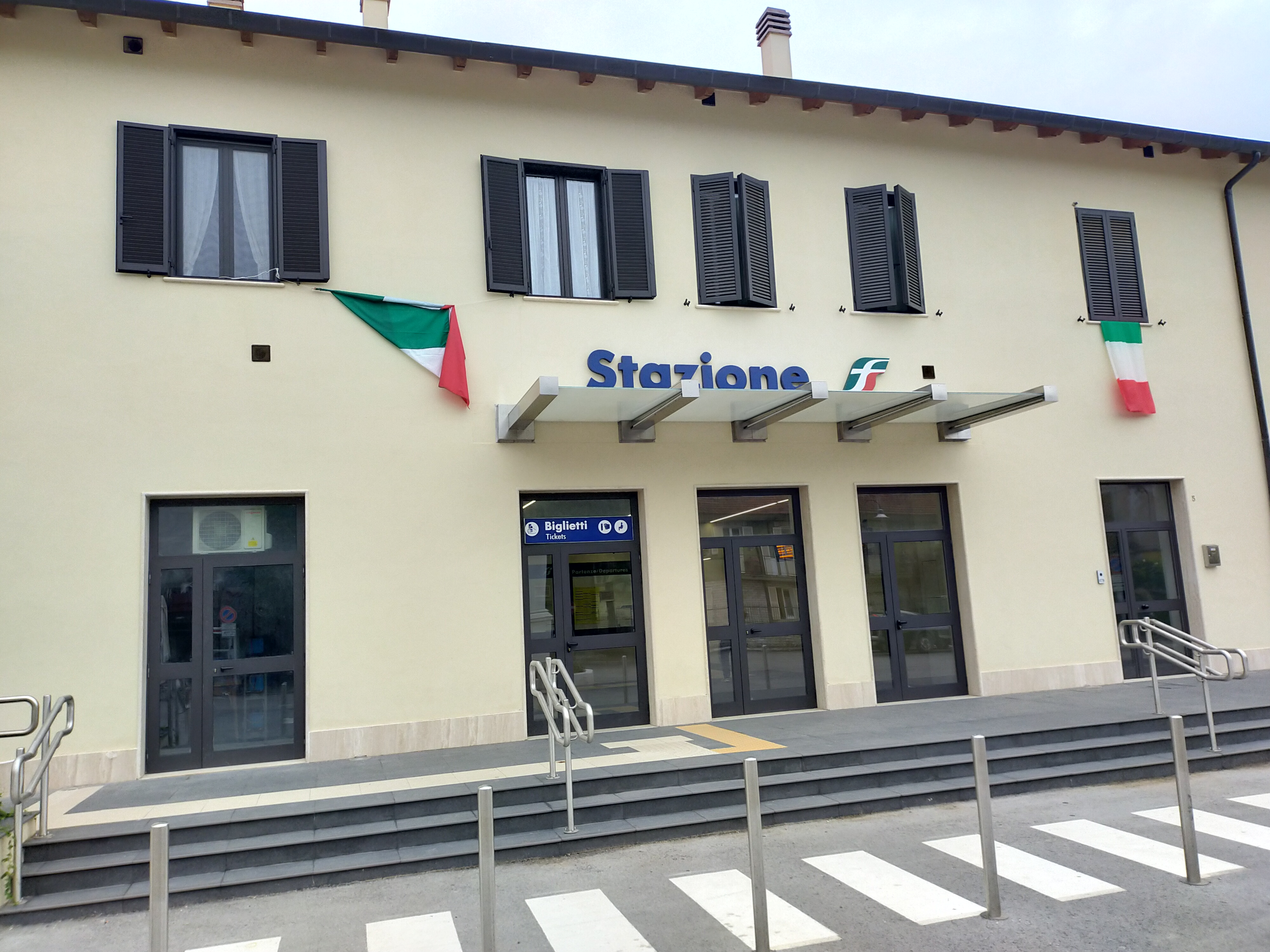
Fabbricato viaggiatori della stazione ferroviaria

### Strade
Tagliacozzo è raggiungibile da Roma attraverso l'omonima uscita autostradale dell'A24 oppure attraverso la strada statale 5 Via Tiburtina Valeria attraversando l'area di Carsoli. Dall'Aquila, Pescara, Avezzano e Pratola Peligna attraverso la A25 oppure percorrendo la strada statale 5 Via Tiburtina Valeria. La strada statale 5 quater Via Tiburtina Valeria è la variante della statale 5 che collega il territorio comunale con la piana del Cavaliere.

### Ferrovie
La ferrovia Roma-Pescara attraversa il comune di Tagliacozzo servendolo con due stazioni, quella del capoluogo comunale e quella di Villa San Sebastiano situata nei pressi del nuovo nucleo abitato dell'omonima frazione.

## Amministrazione

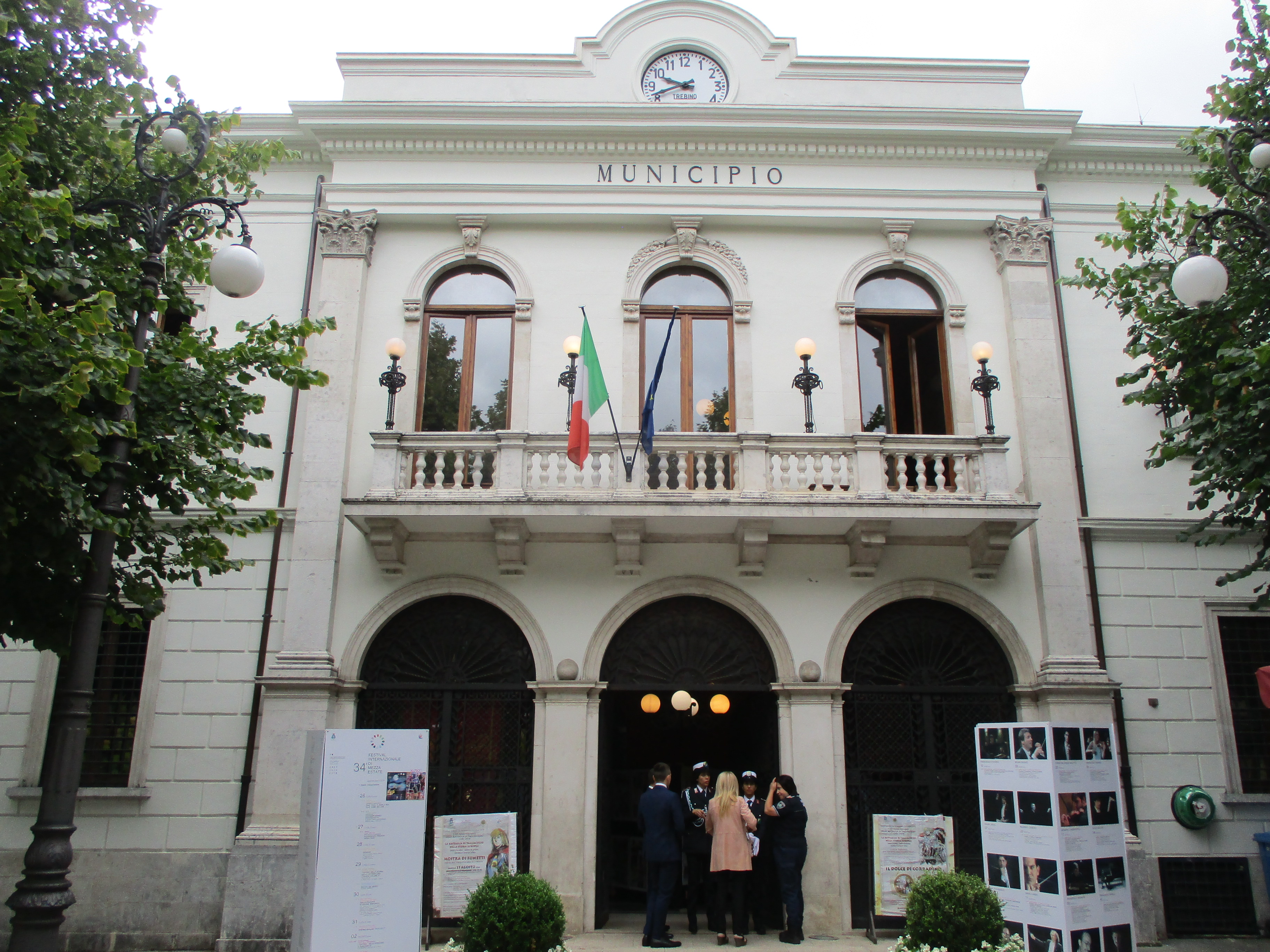
Il palazzo municipale

In seguito al periodo costituzionale transitorio, con l'affermazione e il completamento della forma repubblicana costituzionale, la politica tagliacozzana è stata governata dalla Democrazia Cristiana, forza moderata al potere fino al 1994. Successivamente si sono alternate a palazzo di città coalizioni di centro-sinistra e centro-destra.
Sul sito del Ministero dell'interno sono disponibili i dati di tutte le elezioni amministrative di Tagliacozzo dal 1985 ad oggi.

### Gemellaggi
- Yonkers[87]

## Sport

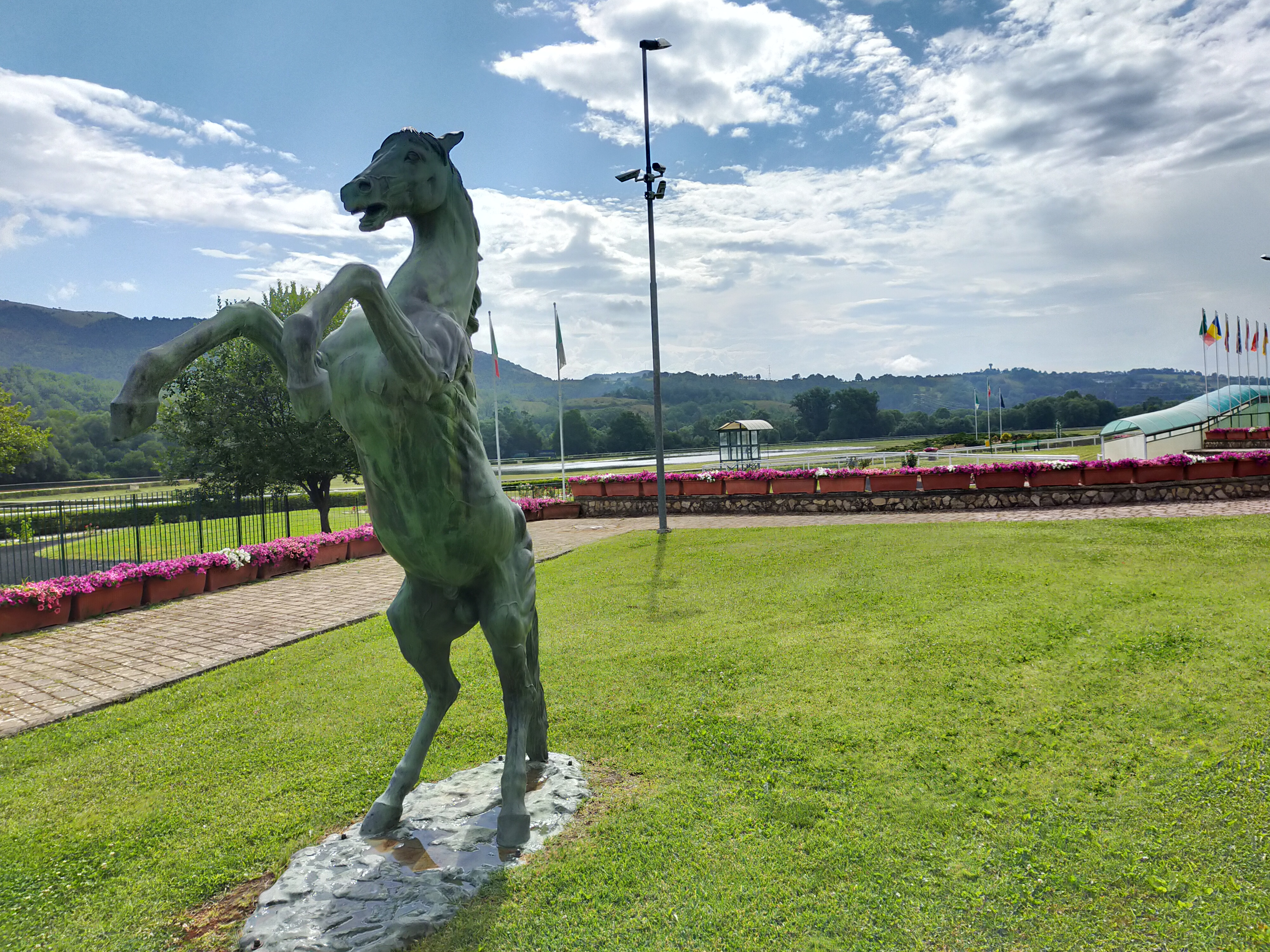
Ingresso dell'ippodromo dei Marsi

### Calcio
La principale squadra di calcio della città è l'A.S.D. Tagliacozzo 1923 che milita nei tornei dilettantistici abruzzesi. Disputa le partite casalinghe sul manto in erba sintetica dello stadio "Luca Poggi" che dal 2020 ha sostituito lo storico stadio "Leo Attili".

### Ippica
L'ippodromo dei Marsi, inaugurato nel 2003, si estende su una superficie di circa 25 ettari lungo la strada provinciale che conduce al paese di Gallo. Dati tecnici: 200 box per cavalli, settore tribune per 2500 posti a sedere, spalti, parterre per 5000 persone, cinque box per isolamento cavalli, venti locali per insellaggio, fondo in sabbia, fotofinish digitale. Lunghezza pista da gara: 1150 metri; larghezza: 25 metri. La struttura è dotata inoltre di servizi di ristorazione e agenzia ippica.

### Ciclismo
Nel 2025 la località turistica di Marsia è stata scelta come sede di arrivo della tappa Castel di Sangro-Tagliacozzo del Giro d'Italia.